# Джисонди, Тони Энн
То́ни Энн Джисо́нди (англ. Toni Ann Gisondi; 1 января 1975, Скаллвилл, Нью-Джерси, США) — американская актриса.

## Биография
Тони Энн Джисонди родилась 1 января 1975 года в Скаллвилле (штат Нью-Джерси, США) в семье учителя специально образования.
В 1982 году Тони Энн сыграла две роли — школьницу в «Детской истории» и Молли в «Энни». После окончания кинокарьеры Джисонди продолжила играть в местном театре. Также она выступает в качестве певицы на свадьбах, похоронах и других общественных мероприятиях.
Тони Энн замужем за Теодором Паджлизом. У супругов есть две дочери — Молли Мари Паджлиз (род.01.11.2000) и Мелоди Роуз Паджлиз (род.25.06.20??).